# Rolf Kaldrack
Rolf Otto Detlev Kaldrack (Stargard, 25 de junho de 1913 — Torópets, 3 de fevereiro de 1942) foi um piloto alemão que serviu na Luftwaffe durante a Segunda Guerra Mundial. Foi condecorado postumamente Cruz de Cavaleiro da Cruz de Ferro com Folhas de Carvalho.

## Carreira
Nasceu em 25 de junho de 1913 na cidade de Stargard, Pomerânia (Alemanha), Rolf Kaldrack iniciou sua carreira militar em um regimento de infantaria do Exército, antes de ser transferido para a recém-criada Luftwaffe, em 1935.
Após a conclusão de seu treinamento como piloto de caça pesado (Zerstörer), em 1937, o Leutnant Kaldrack foi designado para servir junto ao 3./JGr 101 (3.º Staffel do Jagdgruppe 101), uma das unidades equipadas com o então conceituado caça bimotor Messerschmitt Bf 110. Quando da eclosão da Segunda Guerra Mundial, em 1 de setembro de 1939, o Oberleutnant Kaldrack foi designado junto com sua unidade para operar na defesa costeira do Reich contra possíveis ataques conduzidos pela RAF, atuando como parte da JG 1 (Jagdgeschwader 1).
Nesta função Kaldrack participaria do primeiro grande combate aéreo entre britânicos e alemães daquele conflito: em 18 de dezembro de 1939, uma formação de bombardeiros Wellington, sem qualquer escolta de caças, dirigiu-se para o porto de Wilhelmshaven, na tentativa de atacar a frota germânica ancorada naquela localidade. Enquanto tentavam se desviar do pesado fogo antiaéreo, os britânicos foram atacados por uma força combinada de caças Bf 109 e Bf 110.
Na batalha que se seguiu, pelo menos uma dúzia de bombardeiros ingleses foram abatidos, contra apenas dois caças perdidos. Durante o violento embate, Kaldrack alcançaria sua primeira vitória confirmada ao derrubar um dos Wellington 20 km a sudoeste de Heligolândia, feito pelo qual ele foi condecorado com a Cruz de Ferro de 2.ª classe em 19 de dezembro de 1939.
No início de 1940, a Luftwaffe passaria por uma reorganização, em preparação para a ofensiva no oeste, e sua unidade foi redesignada 4./ZG 1 (4.º Staffel da Zerstörergeschwader 1), posteriormente 7./ZG 76, do qual foi nomeado Staffelkapitän em 1 de março de 1940.
Atuando principalmente no apoio às forças do exército e na manutenção da supremacia aérea, os caças Bf 110, mais uma vez conseguiram se impor diante de um inimigo despreparado durante a Blitzkrieg que varreu a França, Holanda e Bélgica na primavera de 1940. Sua segunda vitória viria em 24 de maio de 1940, quando abateu outro adversário sobre Calais e, em razão de seu desempenho e liderança durante aquelas campanhas, Kaldrack foi condecorado com a Cruz de Ferro de 1.ª classe em 9 de junho de 1940.
Após o sucesso na França, "Rolf" Kaldrack seria promovido a Hauptmann e designado Kommandeur do III./ZG 76, liderando-o durante a violenta Batalha da Grã-Bretanha. Agora enfrentando os bem treinados e motivados pilotos da RAF, equipados com os modernos e velozes caças Spitfire e Hurricane, os pesados bimotores mostraram-se um fracasso, sofrendo pesadas baixas.
Mesmo dentro desse contexto desfavorável, Kaldrack revelou-se um dos grandes ases daquela campanha, abatendo nada menos que 10 aviões inimigos. Em razão desse feito, Rudolf Kaldrack foi condecorado com a Cruz de Cavaleiro da Cruz de Ferro em 2 de novembro de 1940.
Em abril de 1941, sua unidade foi renomeada II./SKG 210 e transferida para o leste em preparação para a invasão da URSS, que se iniciou em 22 de junho de 1941. Mais uma vez, Kaldrack atuaria principalmente em missões de ataque às posições inimigas, focando-se em veículos, tanques e peças de artilharia. Mesmo assim, mais uma vez enfrentando um adversário despreparado, ele conseguiria acumular um total de outras 10 vitórias até o final daquele ano.
Em janeiro de 1942, Kaldrack recebeu o comando do II./ZG 1. Mas sua sorte finalmente o abandonou. Durante uma missão de ataque ao campo de Basary, 25 km ao sul de Torópets, em 3 de fevereiro de 1942, o Bf 110E-1 (W.Nr.4057) de Kaldrack chocou-se com outro Bf 110E-2 (W.Nr.4044) pilotado pelo brasileiro Oberleutnant Wolfgang Ortmann e caiu no solo, matando todos os tripulantes. Como conta o relatório do Feldwebel Tamm, que também participava da missão:
Eu estava voando como o terceiro homem na Rotte do Hptm. Kaldrack no ataque ao campo aéreo de Basary (17683)* em 3/2/42. No campo um R-5** fizera um pouso forçado e foi incendiado durante o segundo ataque do Hptm. Kaldrack, Hptm. Kaldrack então retirou-se seguido de perto pelo Oblt. Ortmann. Eu seguia um pouco atrás. Repentinamente meu rádio-operador avisou: Caças atrás! Eu olhei ao redor e vi o aparelho cerca de 100 metros ao lado e atrás de mim e o identifiquei como um J-18***. Por causa disso imediatamente fiz uma curva. Após três círculos de 360 graus o aparelho veio em uma meia curva para a direita. Eu falei pelo rádio: Estou em combate com um J-18! Como resultado ambos os aparelhos se aproximaram imediatamente. Hptm. Kaldrack curvou dentro da trajetória do J-18 com o Oblt. Ortmann seguindo-o muito próximo. O J-18 fêz círculos mais fechados. Quando Hptm. Kaldrack estava se posicionando atrás dêle, vi que o aparelho do Oblt. Ortmann colidiu contra o dêle na altura do pôsto do rádio-operador. Eu vi então chamas e peças de ambos os aviões espalhados. Eu não vi quaisquer paraquedas abrirem. A partir daí não pude ver mais nada, pois coloquei-me em uma posição favorável atrás de um J-18 e o derrubei mas acabei sendo atacado por trás por outro J-18 e no combate que se seguiu eu deixei a área da queda.
Rolf Kaldrack e Wolfgang Ortmann juntos com seus tripulantes Unteroffizier Martin Enke e Obergefreiter Josef Milichowsky estão entre os milhares de combatentes cujos corpos ainda encontram-se perdidos na imensidão russa.
Em reconhecimento aos seus feitos, Hauptmann Kaldrack foi agraciado, em caráter póstumo, com a Cruz Germânica em 5 de fevereiro de 1942 e, finalmente, com as Folhas de Carvalho da Cruz de Cavaleiro em 9 de fevereiro de 1942, tornando-se o 70.º soldado da Wehrmacht a receber essa honraria.
Quando de sua morte, Rudolf Kaldrack havia voado cerca de 275 missões de combate, ao longo das quais alcançou um total de 24 vitórias confirmadas (das quais 10 na Frente Russa).

## Condecorações
- Cruz Espanhola em Ouro com Diamantes
- Cruz de Ferro (1939)
  - 2ª classe (19 de dezembro de 1939)[4]
  - 1ª classe (9 de junho de 1940)[4]
- Cruz Germânica em Ouro (5 de fevereiro de 1942, postumamente)[5]
- Cruz de Cavaleiro da Cruz de Ferro || 2 de novembro de 1940[6][7]
  - 70ª Folhas de Carvalho (9 de fevereiro de 1942, postumamente)[7][8]